# La Crosse Technology
 (décembre 2020).
Si vous disposez d'ouvrages ou d'articles de référence ou si vous connaissez des sites web de qualité traitant du thème abordé ici, merci de compléter l'article en donnant les références utiles à sa vérifiabilité et en les liant à la section « Notes et références ».
La Crosse Technology est une entreprise créée en 1985. Elle est dans le domaine de la station météo et du réveil.  La société a été créée en 1985 à La Crescent, dans le Minnesota, mais le siège social se situe maintenant à La Crosse dans l'État du Wisconsin aux États-Unis. Les produits de La Crosse Technology sont disponibles dans les magasins de vente au détail en Amérique du Nord.

## Histoire
La Crosse Technology a introduit en 1991 l'horloge radio-pilotée sur le marché commercial américain, couramment appelée (à tort) « horloge atomique » d'après l'horloge extrêmement précise qu'elle utilise comme référence. En 2008, la société a lancé la première station météorologique pour la maison alimentée par Internet.